# 八幡神社 (常総市)
八幡神社（はちまんじんじゃ）は、茨城県常総市水海道橋本町にある神社。地名を冠して水海道八幡神社（みつかいどうはちまんじんじゃ）とも称される。
八間堀川の南側に鎮座している。最寄駅は関東鉄道常総線水海道駅。

## 祭神
- 誉田別命

配祀
- 大己貴命
- 建速須佐之男命
- 宇賀魂命

## 歴史
創建年代は不詳だが、戦国時代に水海道城（御城）城主の田村弾正が城の守護神として創建したとされる。
延宝5年（1677年）に現在地に遷座した。
1873年（明治6年）に村社に列格され、1907年（明治40年）には神饌幣帛料供進社に指定された。1915年（大正4年）、近隣の日光社2社・八坂社1社・稲荷社1社を合祀した。

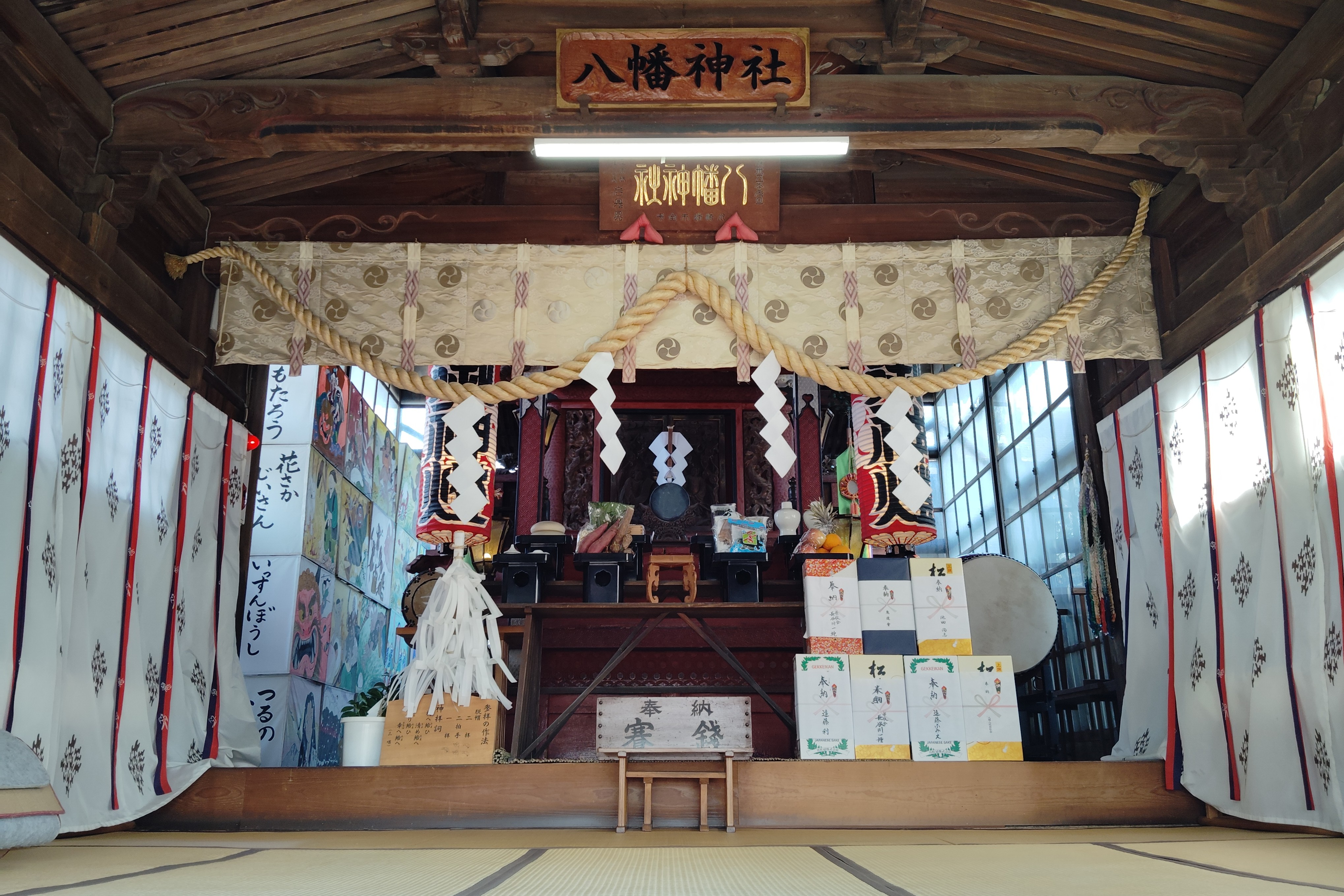
拝殿と本殿
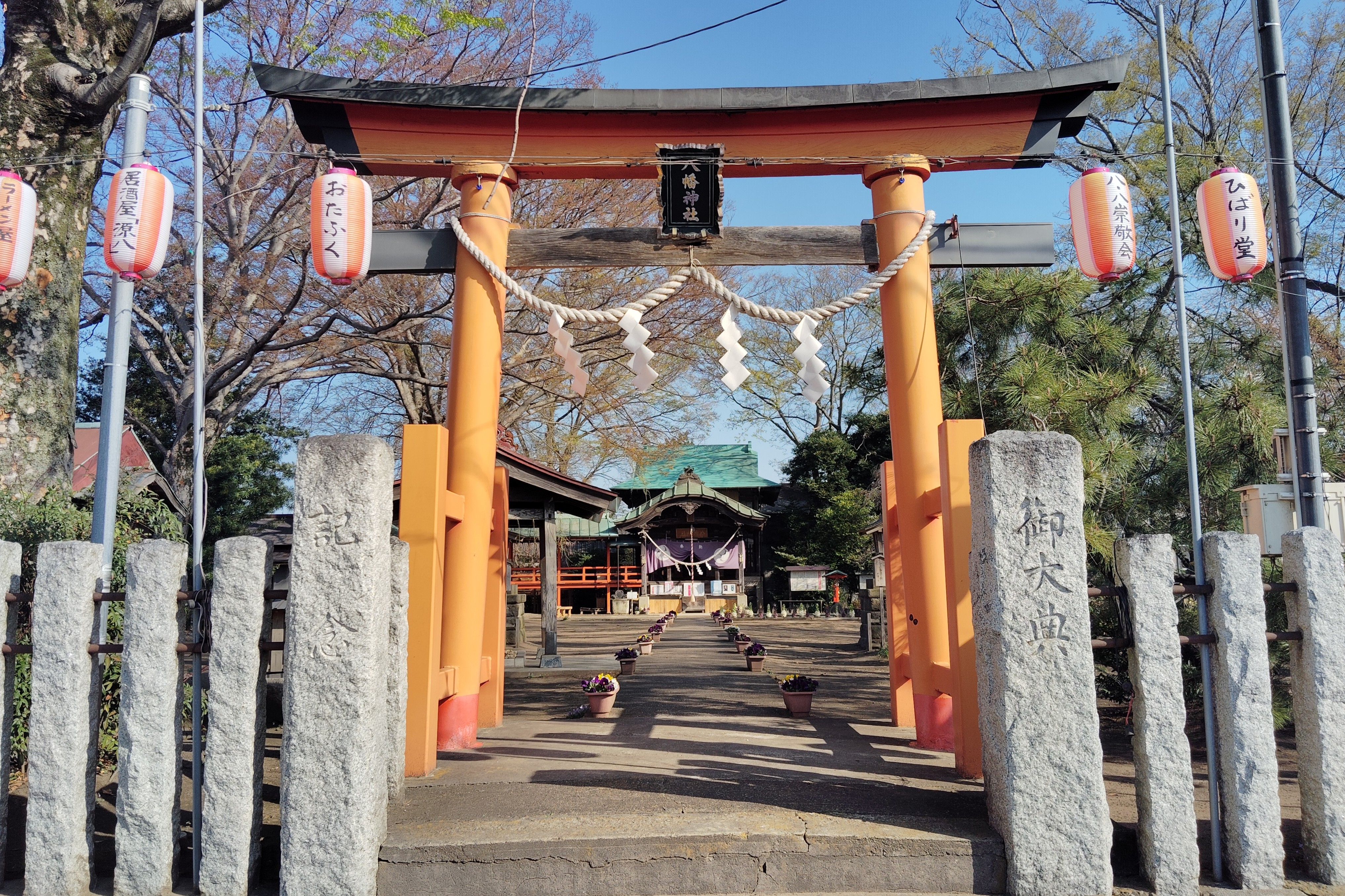
鳥居

## 文化財

### 市指定文化財
- 本殿 - 一間社流造、杮葺[3]。延宝5年（1677年）造営[3]。1984年（昭和59年）3月15日指定[3]。